# Shastasauria
De Shastasauria zijn een groep uitgestorven zeedieren, behorend tot de Ichthyosauria, die leefde tijdens het Trias.
In 1999 definieerde Ryosuke Motani een klade Shastasauria als de groep bestaande uit alle Merriamosauria die nauwer verwant zijn aan Shastasaurus pacificus dan aan Ichthyosaurus communis.
Motani wist enkele gedeelde afgeleide kenmerken, synapomorfieën, van de groep vast te stellen. Het opperarmbeen is vrijwel vierkant in omtrek, ook als men de beenplaat van de voorrand negeert. Het foramen obturatorium is naar onderen open maar ligt grotendeels in het schaambeen. Het aantal wervels in de nek en de rug bedraagt meer dan vijfenvijftig.
De plaatsing en omvang van de Shastasauria is omstreden. Shastasaurus zelf is bekend van het Midden- en Laat-Trias. Een mogelijke andere shastasauriër is Pessopteryx. Voor de soorten die het dichtst bij Shastasaurus staan, definieerde Motani een klade Shastasauridae. In 1999 vielen de Shastasauria en Shastasauridae overigens materieel samen; de kladen verschilden slechts in definitie.